# Letoia ephippiata
Genre
Espèce
Letoia ephippiata, unique représentant du genre Letoia, est une espèce d'araignées aranéomorphes de la famille des Salticidae.

## Distribution
Cette espèce est endémique du Venezuela.

## Description
La femelle holotype mesure 3,5 mm.

## Publication originale
- Simon, 1900 : Études arachnologiques. 30e Mémoire. XLVII. Descriptions d'espèces nouvelles de la famille des Attidae. Annales de la Société Entomologique de France, vol. 69, p. 27-61 (texte intégral).